# Lijst van voetbalinterlands China - Maleisië (vrouwen)
Deze lijst van voetbalinterlands is een overzicht van alle officiële voetbalinterlands tussen de nationale vrouwenteams van China en Maleisië. De landen hebben tot nu toe twee keer tegen elkaar gespeeld.

## Wedstrijden
| № | Plaats   | Datum            | Competitie                   | Wedstrijd        | Uitslag |
| - | -------- | ---------------- | ---------------------------- | ---------------- | ------- |
| 1 | Hongkong | 16 december 1986 | Aziatisch kampioenschap 1986 | China − Maleisië | 10 − 0  |
| 2 | Kuching  | 7 december 1993  | Aziatisch kampioenschap 1993 | China − Maleisië | 7 − 0   |

## Samenvatting
| Competitie              | Totaal gespeeld | Winst China | Gelijk | Winst Maleisië | Doelsaldo China – Maleisië |
| ----------------------- | --------------- | ----------- | ------ | -------------- | -------------------------- |
| Aziatisch kampioenschap | 2               | 2           | 0      | 0              | 17 − 0                     |
| Totaal                  | 2               | 2           | 0      | 0              | 17 − 0                     |